# 澤廖諾多利斯克區

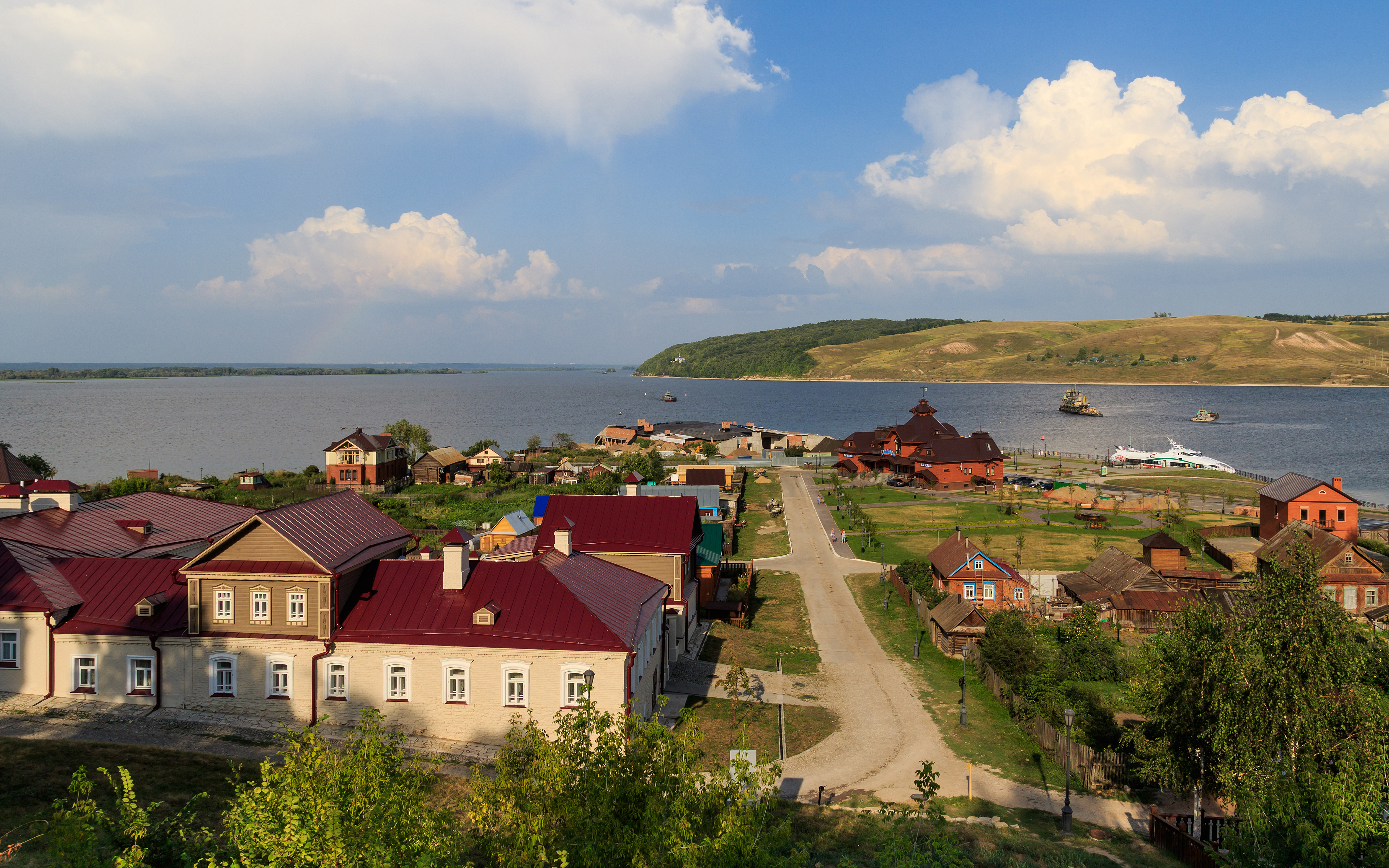

55°51′N 48°36′E / 55.850°N 48.600°E
澤廖諾多利斯克區，是俄羅斯的一個區，位於該國西部，由韃靼斯坦共和國負責管轄，面積1,396平方公里，2010年人口60,878，人口密度每平方公里43.61人。